# Pływanie na Mistrzostwach Świata w Pływaniu 2013 – 4 × 100 m stylem zmiennym kobiet
4 × 100 m stylem zmiennym kobiet – jedna z konkurencji rozgrywanych podczas Mistrzostw Świata w Pływaniu 2013. Eliminacje i finał odbyły się 4 sierpnia w Palau Sant Jordi w Barcelonie.
Złoty medal zdobyła sztafeta amerykańska. Drugie miejsce zajęła reprezentacja Australii. Brąz wywalczyły Rosjanki. Medale otrzymały zawodniczki startujące zarówno w finale jak i w eliminacjach.

## Rekordy
Przed zawodami rekordy świata i mistrzostw wyglądały następująco:
| Rekord                   | Reprezentacja | Czas    | Miejsce         | Data            |
| ------------------------ | --- | ------- | --------------- | --------------- |
| Rekord świata            | Stany Zjednoczone · Missy Franklin (58,50) · Rebecca Soni (1:04,82) · Dana Vollmer (55,48) · Allison Schmitt (53,25) | 3:52,05 | Wielka Brytania | 4 sierpnia 2012 |
| Rekord mistrzostw świata | Chiny · Zhao Jing (58,98) · Chen Huijia (1:04,12) · Jiao Liuyang (56,28) · Li Zhesi (52,81)                          | 3:52,19 | Rzym            | 1 sierpnia 2009 |

## Wyniki

### Eliminacje
Eliminacje odbyły się 4 sierpnia o 11:08.
| Miejsce | Wyścig | Tor | Zawodniczka                                                                                                 | Państwo           | Czas    | Uwagi |
| ------- | ------ | --- | --- | ----------------- | ------- | ----- |
| 1.      | 2      | 4   | Elizabeth Pelton (1:00,83) Breeja Larson (1:05,68) Claire Donahue (58,67) Shannon Vreeland (53,48)          | Stany Zjednoczone | 3:58,66 | Q     |
| 2.      | 1      | 4   | Emily Seebohm (58,79) Samantha Marshall (1:07,71) Alicia Coutts (57,22) Emma McKeon (55,01)                 | Australia         | 3:58,73 | Q     |
| 3.      | 2      | 3   | Fu Yuanhui (59,57) Sun Ye (1:07,81) Lu Ying (58,17) Tang Yi (53,84)                                         | Chiny             | 3:59,39 | Q     |
| 4.      | 1      | 3   | Lauren Quigley (1:00,32) Sophie Allen (1:07,95) Jemma Lowe (57,85) Amy Smith (53,92)                        | Wielka Brytania   | 4:00,04 | Q     |
| 5.      | 2      | 5   | Aya Terakawa (59,72) Satomi Suzuki (1:07,40) Natsumi Hoshi (58,60) Haruka Ueda (54,46)                      | Japonia           | 4:00,18 | Q     |
| 6.      | 2      | 2   | Hilary Caldwell (1:00,47) Martha McCabe (1:08,12) Katerine Savard (57,51) Chantal van Landeghem (54,24)     | Kanada            | 4:00,34 | Q     |
| 7.      | 1      | 5   | Darja Ustinowa (1:00,11) Anna Belousowa (1:08,32) Swietłana Czimrowa (58,27) Wieronika Popowa (53,99)       | Rosja             | 4:00,69 | Q     |
| 8.      | 2      | 1   | Lisa Graf (1:00,89) Caroline Ruhnau (1:09,06) Alexandra Wenk (58,31) Britta Steffen (53,04)                 | Niemcy            | 4:01,30 | Q     |
| 9.      | 2      | 6   | Michelle Coleman (1:02,30) Joline Höstman (1:07,89) Sarah Sjöström (57,48) Louise Hansson (55,16)           | Szwecja           | 4:02,83 |       |
| 10.     | 1      | 2   | Duane da Rocha (1:01,03) Marina García (1:07,55) Judit Ignacio Sorribes (59,73) Melanie Costa (55,48)       | Hiszpania         | 4:03,79 |       |
| 11.     | 1      | 1   | Jessica Ashley-Cooper (1:01,84) Tara-Lynn Nicholas (1:09,48) Marne Erasmus (1:00,51) Karin Prinsloo (54,63) | Południowa Afryka | 4:06,46 |       |
| 12.     | 1      | 8   | Etiene Medeiros (1:02,06) Beatriz Travalon (1:10,29) Daynara de Paula (59,70) Larissa Oliveira (54,86)      | Brazylia          | 4:06,91 |       |
| 13.     | 2      | 9   | Fernanda González (1:01,91) Erica Dittmer (1:10,79) Rita Medrano (1:00,34) Liliana Ibañez (55,78)           | Meksyk            | 4:08,82 | NR    |
| 14.     | 1      | 0   | Anni Alitalo (1:03,78) Jenna Laukkanen (1:08,49) Tanja Kylliäinen (1:02,42) Hanna-Maria Seppälä (54,41)     | Finlandia         | 4:09,10 |       |
| 15.     | 1      | 7   | Tao Li (1:03,44) Samantha Yeo (1:11,05) Quah Ting Wen (59,70) Amanda Lim (56,50)                            | Singapur          | 4:10,69 |       |
| 16.     | 1      | 9   | Kim Ji-hyun (1:04,16) Back Su-yeon (1:09,19) Park Jin-young (1:00,49) Hwang Seo-jin (56,91)                 | Korea Południowa  | 4:10,75 |       |
| 17.     | 2      | 8   | Hoi Shun Stephanie Au (1:01,95) Man Yi Yvette Kong (1:10,68) Chan Kin Lok (1:03,31) Sze Hang Yu (55,82)     | Hongkong          | 4:11,76 |       |
| 18 !    | 2      | 0   | | Czechy            | 99,98 ! | DNS   |
| 19 !    | 1      | 6   | Federica Pellegrini (1:01,31) Lisa Fissneider (1:07,97) Ilaria Bianchi (57,49) Erika Ferraioli              | Włochy            | 99,99 ! | DSQ   |
| 19 !    | 2      | 7   | Cloé Credeville (1:00,86) Sophie de Ronchi (1:09,02) Mélanie Henique (1:00,79) Coralie Balmy                | Francja           | 99,99 ! | DSQ   |

Legenda: NR – rekord kraju, DNS – nie startowały, DSQ – dyskwalifikacja

### Finał
Finał odbył się 4 sierpnia o 19:48.
| Miejsce | Tor | Zawodniczka                                                                                             | Państwo           | Czas    | Uwagi |
| ------- | --- | --- | ----------------- | ------- | ----- |
| 1 !     | 4   | Missy Franklin (58,39) Jessica Hardy (1:05,10) Dana Vollmer (56,31) Megan Romano (53,43)                | Stany Zjednoczone | 3:53,23 |       |
| 2 !     | 5   | Emily Seebohm (59,40) Sally Foster (1:06,84) Alicia Coutts (56,89) Cate Campbell (52,09)                | Australia         | 3:55,22 |       |
| 3 !     | 1   | Darja Ustinowa (1:00,58) Julija Jefimowa (1:04,82) Swietłana Czimrowa (57,64) Wieronika Popowa (53,43)  | Rosja             | 3:56,47 |       |
| 4       | 3   | Fu Yuanhui (59,51) Sun Ye (1:07,71) Lu Ying (56,76) Tang Yi (53,32)                                     | Chiny             | 3:57,30 |       |
| 5       | 2   | Aya Terakawa (58,70) =AS Satomi Suzuki (1:06,73) Natsumi Hoshi (58,37) Haruka Ueda (54,26)              | Japonia           | 3:58,06 |       |
| 6       | 6   | Lauren Quigley (1:00,30) Sophie Allen (1:07,82) Jemma Lowe (57,34) Francesca Halsall (53,21)            | Wielka Brytania   | 3:58,67 |       |
| 7       | 7   | Hilary Caldwell (1:00,76) Martha McCabe (1:07,66) Katerine Savard (57,42) Chantal van Landeghem (54,35) | Kanada            | 4:00,19 |       |
| 8       | 8   | Lisa Graf (1:01,22) Caroline Ruhnau (1:08,32) Alexandra Wenk (58,91) Britta Steffen (53,36)             | Niemcy            | 4:01,81 |       |

Legenda: AS – rekord Azji